# 周鳳翔 (光緒進士)
周鳳翔（?—?），四川省眉州直隸州彭山縣人，清朝政治人物、進士出身。
光緒十八年（1892年），参加光緒壬辰科殿試，登進士二甲128名。同年五月，以主事分部学习。